# Валява (Перемиський повіт)
Валява (пол. Walawa) — село на Закерзонні в Польщі, у гміні Орли Перемишльського повіту Підкарпатського воєводства. Довгий час тут розташовувалась одна із резиденцій перемиських греко-католицьких єпископів.
Населення — 750 осіб (2011).

## Розташування
Розміщене недалеко від кордону з Україною. Село розташоване за 12 км на північний схід від Перемишля та 67 км на схід від Ряшева.

## Історія

### Давньоруський період
Вперше згадується в ерекційній грамоті Перемиського кафедрального собору з 1293 року, коли перемиський єпископ Атаназій надав церкву і поля у Валяві крилошанину Якову Горицькому. В давньоруські часи навколо знаходились боярські дворища (Вишатичі,
Болестрашичі, Бушковичі, Дуньковичі, Малковичі, Гнатковичі). Давньоруське городище — боярської резиденції, на місці Валяви було досліджене Я. Пастернаком у 1939 році, та мало відносно невелику територію обмежену стрімким схилом Сяну та улоговиною безіменного потоку, що впадав у цьому місці до Сяну, а з відкритого боку глибоким рукотворним ровом. Саме селище, у той час знаходилось у північніше («Загуміння Велике»). Також було відкрито одне із найбільших у Західній Україні цвинтарищ давньоруського періоду, багато прикрас та предметів щоденного вжитку.

### Пізнє середньовіччя
До 1772 р. село входило до Перемишльської землі Руського воєводства. В селі була літня резиденція перемиських греко-католицьких єпископів. Зокрема, тут помер і похований єпископ Атанасій (Крупецький). 15 листопада 1860 р. через село прокладена Галицька залізниця імені Карла Людвіга з пристанком у селі. У 1880 р. село належало до Перемишльського повіту Королівства Галичини та Володимирії Австро-Угорської імперії, у селі було 107 будинків і 634 жителі, а на землях фільварку 4 будинки і 32 мешканців; 634 були греко-католиками, 21 — римо-католиками, а 11 — юдеями.

### Новий час
У 1934—1939 рр. село належало до гміни Стубно Перемишльського повіту Львівського воєводства. У 1939 році в селі проживало 760 мешканців, з них 740 українців, 10 поляків і 10 євреїв.
В липні 1944 року радянські війська оволоділи селом і незабаром оголосили про передачу території Польщі. Українців у 1945 р. добровільно-примусово виселяли в СРСР, решту в 1947 р. депортовано на понімецькі землі.
У 1975—1998 роках село належало до Перемишльського воєводства.

## Резиденція греко-католицьких єпископів

Планувальна структура
палацу І. Снігруського
на кадастровій карті 1852 р.

Історія виникнення та початковий етап розбудови у Валяві єпископської резиденції залишається не відомим. Після Берестейської унії та появи паралельних до православних унійних єпархій тут проживав унійних перемиський єпископ Атанасій Крупецький. Резиденція знаходилась на колишньому городищі княжих часів, ймовірно боярського походження, і до ХІХ століття була дерев'яною. З часів давньоруських укріплень залишились вали та рови, що відокремлювали територію резиденції від інших частин села. З південного боку, територія завершувалась крутосхилом, що спадав до ріки Сяну, і з якого відкривався розлогий вид на навколишню річкову долину.
За часів єпископа Івана Снігурського, замість дерев'яної, тут було зведено муровану палату з шістьма кімнатами і, оберненою до села, верандою при вході. Навколо розташовувались садово-паркову території, що мали характер регулярного планування з алеями та доріжками, виноградними кущами. Також на території резиденції знаходився ряд допоміжних спору.

## Демографія
Демографічна структура станом на 31 березня 2011 року:
|          | Загалом | Допрацездатний вік | Працездатний вік | Постпрацездатний вік |
| -------- | ------- | ------------------ | ---------------- | -------------------- |
| Чоловіки | 369     | 92                 | 239              | 38                   |
| Жінки    | 381     | 76                 | 237              | 68                   |
| Разом    | 750     | 168                | 476              | 106                  |

## Церква
У 1791 р. українці збудували муровану греко-католицьку церкву св. Михаїла на місці попередньої дерев’яної, у 1927 р. відремонтували. До їх виселення була парафіяльною церквою, яка належала до Перемиського деканату (після Першої світової війни — Радимнянського деканату) Перемишльської єпархії. Після виселення українців церква перетворена на костел.